# Jacques Lefèvre d'Étaples
Jacques Lefèvre D’Étaples (Étaples sur mer, c. 1455 - Nérac, 1536 - ) foi um humanista e famoso erudito bíblico, precursor da Reforma Protestante na França, que visou a Reforma da Igreja Católica, tendo iniciado as suas pregações em 1512 com o nome de sua doutrina como "justificação pela fé".
Lefèvre, após ter sido ordenado como padre católico, se tornou, na verdade, o líder do movimento da Reforma na França. Depois de pesquisar as Sagradas Escrituras por conta própria, concluiu que a Bíblia era a única fonte de autoridade. Lefèvre entendia que só o Espírito Santo podia interpretar o significado dos textos bíblicos.   
Lefèvre concluiu em 1525 a tradução do Novo Testamento para o francês.
É-lhe reconhecida a influência da obra de Raimundo Lúlio.

## Publicações principais
- Epitome, compendiosaq (ue) introductio in libros arithmeticos divi Severini Boetii : adiecto familiari commentario dilucidata. Praxis numerandi certis quibusdam regulis constricta, publicado em 1503 por Wolfgang Hopyl & Henricus Stephanus, várias vezes revisto. A aritmética de Boethius, também conhecida como Boethius, é uma tradução de Deinstitucionale arithmetica libri duo de Nicomaque de Gerase [ leia online ] [ arquivo ].
- Quincuplex Psalterium; gallicum, romanum, hebraicum, vêtus, conciliatum, 1509 e 1513, em Henri Estienne, in-fol. com pequenas notas.
- Comentários sobre São Paulo, com uma nova tradução latina, Paris, 1512 e 1531. Esta obra, na qual ainda sentimos o pouco progresso que a crítica fez, foi censurada por Erasmo na parte gramatical e por Beda na teológica, o que não a impedia de ser estimada e procurada.
- Rithmimachie ludus, qui et pugna numerorum appellatur, Paris, Henri Estienne, 1514, em -4 °; panfleto de cinco páginas, impresso após a Aritmética de Jordan Nemorarius. Neste panfleto, Lefèvre dá uma descrição muito curiosa deste antigo jogo pitagórico, mas com tão poucos detalhes que só se pode conhecê-lo bem acrescentando a esta descrição a notícia muito mais extensa que Boissière deu do mesmo jogo.
- Obras (Ópera) de Nicolas de Cues, ed. J. Lefevre Etaples e J. Baden, Paris, 1514 ( 2 e ed., H. Petrus, Basel, 1565).
- De Maria Magdalena, 1516, 1518, seguido em 1519 por outro intitulado: De tribes et unica Magdalena. Nesta obra, a autora segue a ordem geométrica e retira várias coisas da anterior, por exemplo que estas três mulheres tinham todas o nome de Madeleine.
- Tradução francesa do Novo Testamento, Paris, Colines, 1523, 5 vols. in-8 °, semi-gótico, sem nome do autor, extremamente raro, especialmente o último volume. É feito na Vulgata, porque se destinava ao uso dos fiéis. Nós o encontramos em sua versão completa da Bíblia, Anvers, in-fol. ; ibid., 1529 e 1532, 4 vols. em-4 °; 1528, 4 vol. em -8 °. A edição da resenha dos médicos de Lovaina é a mais correta e a mais rara, porque foi suprimida tanto quanto a de 1511. O que é único é que enquanto os Cordeliersde Meaux guerreou contra Lefèvre por causa de suas traduções, as de Antuérpia deram sua aprovação, em 1528, para que fossem impressas e debitadas.
- Comentários sobre os Evangelhos, Meaux, 1525; sua doutrina parece muito ortodoxa nos pontos então contestados pelos inovadores, embora o sindicato Beda o censurasse por erros a esse respeito.
- Comentários sobre as epístolas canônicas, Meaux, 1525 ; todos os seus comentários sobre o Novo Testamento foram colocados na lista negra pelos inquisidores romanos de Clemente VIII.
- Epístola exortatória, que desagradou principalmente aos médicos de Paris.
- Exortações em francês sobre os Evangelhos e as Epístolas Dominicais, Meaux, 1525, condenado pelo parlamento.
- Tradução latina dos livros da Fé Ortodoxa de São João Damasceno ; esta é a primeira versão impressa deste livro.
- Natural Magic. De Magia naturali, livro I: A influência das estrelas, tradução e introdução de Jean-Marc Mandosio, Les Belles Lettres, 2018.